# Рубнер, Макс
Макс Ру́бнер (нем. Max Rubner; 2 июня 1854, Мюнхен — 27 апреля 1932, Берлин) — немецкий физиолог и гигиенист.

## Биография
Родился в 1854 году в Мюнхене, обучался там же и в Лейпциге медицине, будучи учеником К. Лудвига и фон Фойта. В 1878 г. защитил диссертацию на степень доктора медицины и хирургии, а в 1883 г. был избран приват-доцентом по физиологии в Лейпцигском университете. В 1885 г. избран экстраординарным профессором гигиены в Марбурге, где в 1887 году получил ординатуру по гигиене; в 1891 г., после ухода Роберта Коха, назначен ординарным профессором и директором гигиенического института в Берлинском университете.
Заслуги Рубнера, как физиолога, заключаются в том, что он с замечательной подробностью разрабатывал вопросы, касающиеся «усвоения» почти всех наиболее употребительных питательных веществ, обратил внимание на так называемую «изодинамичность» отдельных питательных начал, разработал вопрос о теплопродукции и теплоотдаче животного и человеческого организмов и указал новый, весьма точный прибор для количественного определения тепла, производимого организмом. В гигиене некоторые отделы, например вопрос о гигиеническом значении одежды, Рубнер совершенно заново переработаны и поставлены на чисто научную почву; другие, например учение о сущности дезинфекции, подвергнуты замечательно остроумному освещению. Рубнер в высшей степени умело воспользовался физиологическими методами для создания исходных точек, необходимых при суждениях об «акклиматизации» человека («Tropen-hygiene») и для последних целей им и его учениками собран крайне ценный материал относительно влияния различных температур и степеней влажности воздуха на общее состояние и отчасти даже на обмен веществ у человека. В лаборатории Рубнера разрабатывался также вопрос о влиянии солнечного света на животный организм и т. д. Рубнер сделал много важных указаний по устройству больниц, и бактериология обязана Рубнеру ценными работами относительно химических продуктов обмена микроорганизмов. Рубнером, совместно с Хойбнером, впервые изучен подробно полный обмен органических питательных начал у естественно и искусственно вскормленных сосунов, в лаборатории Рубнером также впервые изучен полный минеральный обмен при естественном и искусственном вскармливании детей. Многочисленные работы Рубнера напечатаны в журналах «Archiv für Hygiene», а также в «Zeitschrift für Biologie» и в «Hygienische Rundschau».